# Gioventù Comunista Leninista della Federazione Russa
La Gioventù Comunista Leninista della Federazione Russa (abbreviata in Komsomol) è l'organizzazione giovanile del Partito Comunista della Federazione Russa, e si posiziona come l'erede della storica Komsomol dell'Unione Sovietica.
Dal 2016 il segretario della Gioventù Comunista Leninista è Vladimir Isakov.